# Haakje
Haakjes zijn leestekens die gewoonlijk in paren voorkomen en die elkaars gespiegelde zijn, een openingshaakje, haakje openen, en een sluitingshaakje, haakje sluiten. In deze combinatie worden de haakjes ook gebruikt. Het openingshaakje en het sluitingshaakje zijn daardoor bepaald dat de "holle" kanten van de haakje naar elkaar gericht zijn.
- Het meest gebruikt zijn de ronde haakjes: ( ) (Engels: round brackets, Brits Engels: brackets, Amerikaans Engels: parentheses)
- In gewone tekst minder vaak voorkomend zijn de rechte haakjes, nietjes, blokhaken of bijbelhaken: [ ] (Engels: square brackets, Amerikaans Engels: brackets)
- Daarnaast zijn er nog de punthaakjes, vishaakjes, hoekankers, hoekhaakjes: ⟨ ⟩ (Engels: angle brackets, chevrons)
- Ten slotte zijn er de accolades: { }, die ook wel tot de haakjes gerekend worden. (Engels: curly brackets, braces)

## In de taal
De tekst die tussen de haakjes staat, wordt voorafgegaan door het openingshaakje en gevolgd door het sluitingshaakje. Voor schriftsoorten met een schrijfrichting van links naar rechts geldt:
- een haakje openen ziet er zo uit: (
- een haakje sluiten ziet er zo uit: )

Voor het Arabisch schrift, dat van rechts naar links geschreven wordt, is dat andersom. In beide gevallen staat ( links van ).
In geschreven taal worden haakjes gebruikt om een (gedeelte van een) zin die (meestal) niet essentieel voor de rest van het verhaal is af te zonderen. Hierdoor kunnen hoofd- en bijzaken eenvoudiger uit elkaar gehouden worden. Haakjes worden ook gebruikt om een extra verduidelijking te geven over iets wat direct voorafgaand aan de haakjes benoemd wordt (zoals in dit zelfverklarende voorbeeld). 
De haakjes worden ook wel parenthesen genoemd, een term waarmee in taalkundig opzicht een ingevoegde gedachte of aanvulling bedoeld wordt. Zo delen deze haakjes hun naam met een type tekst waarvoor ze bedoeld zijn.
In het spreken betekent de uitdrukking tussen (twee) haakjes over het algemeen dat je op het punt staat iets te gaan zeggen dat maar beperkt te maken heeft met de rest van het gesprek.
Overdreven gebruik van haakjes kan averechts werken. Dat geldt ook voor het gebruik van haakjes-binnen-haakjes (geneste haakjes), hoewel dat niet altijd te voorkomen is. De Taalunie geeft in overweging om dan de binnenste haakjes te vervangen door vierkante haken (teksthaken, zie verderop). Wanneer een toevoeging tussen komma's of tussen haakjes gezet kan worden, verdienen komma's vaak de voorkeur omdat ze een rustiger tekstbeeld geven, en ook gedachtestreepjes zijn een alternatief. Vaak zijn haakjes door een iets gewijzigde formulering weg te werken. Vergelijk:
- De ooievaar (ook wel uiver, eiber of stork genoemd [Latijn: Ciconia ciconia]) komt in veel oude verhalen voor.
- De ooievaar − ook wel uiver, eiber of stork genoemd (Latijn: Ciconia ciconia) − komt in veel oude verhalen voor.
- De ooievaar, die ook wel uiver, eiber of stork genoemd wordt en in het Latijn Ciconia ciconia heet, komt in veel oude verhalen voor.

### Haakjes in citaten
Een specifiek gebruik van haakjes is in combinatie met het beletselteken dat uit drie opvolgende puntjes bestaat. Dit dient om aan te geven dat uit een citaat een gedeelte is weggelaten:

Geslachtsregister van Jezus: (…) (zoals men meende) de zoon van Jozef, de zoon van Heli, (…) de zoon van Nathan, de zoon van David, (…) De zoon van Jakob, de zoon van Izak, de zoon van Abraham, (…) De zoon van Enos, de zoon van Seth, de zoon van Adam, de zoon van God.

Met hetzelfde doel wordt ook wel het beletselteken tussen vierkante haakjes […] gebruikt, maar ronde haakjes (…) zijn gebruikelijker en geven een rustiger tekstbeeld.
Vierkante haakjes worden vooral gebruikt om toevoegingen binnen een geciteerde of vertaalde tekst te markeren. Voorbeelden hiervan zijn de toevoegingen [sic!] of [cursivering door de redactie].
In literatuuropgaven worden vierkante haakjes gebruikt om eigen toevoegingen of correcties in titelbeschrijvingen (tussen vierkante haakjes) aan te geven. Bijvoorbeeld: [z.j.] (zonder jaar), [2e dr.]. Indien na een vertaling de oorspronkelijke titel wordt gegeven, dan komt die eveneens tussen vierkante haakjes.

## Niet-gepaarde haakjes: emoticons en opsomming
In tekstberichten (bijvoorbeeld sms) worden haakjes ook wel gebruikt als onderdeel van emoticons. Zo is :-) een manier om een (glim)lach weer te geven. Omdat het haakje in dit geval niet als zodanig bedoeld is, wordt hier van de regel afgeweken dat haakjes altijd in combinatie voorkomen. Integendeel: het emoticon :-( geeft juist een tegenovergestelde emotie weer. Gewoonlijk wordt maar één haakje gebruikt, twee identieke haakjes tonen een sterkere emotie: :-)) en :-((
Een ander bekend gebruik van ongepaarde haakjes is in nummering van tekstblokken en opsommingen. Volgens de Taalunie raakt dit in onbruik en is het daarom af te raden. Een voorbeeld:
1) Rafael Nadal 2) Roger Federer 3) Novak Djokovic 4) Andy Murray 5) Nikolaj Davydenko (top vijf mannentennis, 9 maart 2009).

## In de wiskunde
In de wiskunde worden haakjes gebruikt om rekenkundige bewerkingen te groeperen. Hierbij geldt dat haakjes de hoogste prioriteit hebben: haakjes moeten nog vóór machtsverheffen 'weggewerkt' worden.
Zo is
5 × 3 + 2 = 17
(volgens de rekenregels eerst vermenigvuldigen, dan optellen), maar
5 × (3 + 2) = 25
(eerst haakjes, dan pas vermenigvuldigen). 
Geneste haakjes zijn in de wiskunde heel gewoon. Voor het onderscheid gebruikt men ook blokhaken en accolades.
Haakjes worden ook gebruikt om van een interval aan te geven of een randpunt al dan niet tot het interval behoort. Er zijn verschillende varianten in deze notatie.

### Meer formeel
In de wiskunde worden haakjes gebruikt om operaties in een wiskundige expressie te groeperen. Een operatie a u b met binaire operatie u en operanden a en b, en met b = c v d met de binaire operatie v en de operanden c en d, kan bijvoorbeeld geschreven worden als a u (c v d). De haakjes zorgen voor het onderscheid met (a u c) v d. Haakjes zijn niet nodig als er regels voor de bewerkingsvolgorde zijn die de bedoelde volgorde voorschrijven, al worden ze soms ook wel ten overvloede geplaatst, voor de duidelijkheid.
Haakjes zijn bijvoorbeeld goed genest in het geval (met weglating van de operatoren en operanden): ()(()(()))(). Door successievelijk combinaties (), zonder verdere haakjes ertussen, te verwijderen, blijft er dan uiteindelijk niets over. Dienovereenkomstig wordt de expressie geïnterpreteerd door de gedeelten () eerst te evalueren (of geëvalueerd te denken), enzovoort.
Een en ander geldt bij een opeenvolging van tekens op één lijn. Als een deelexpressie bijvoorbeeld als superscript, zoals een exponent, wordt geschreven heeft de opmaak als nevenfunctie eenzelfde functie als haakjes.

## In de automatisering
In de automatisering worden ronde haakjes op dezelfde manier gebruikt als in de wiskunde. Andere haakjes komen ook voor, maar met een andere betekenis, die per programmeertaal kan verschillen. Haakjes worden ook gebruikt argumenten aan functies en procedures door te geven.
Voorbeelden:
in BASIC:
x = SQRT(9)
x = ABS(y)
x = SQRT(ABS(y))
betekenen achtereenvolgens dat x gelijk wordt aan de vierkantswortel (square root) van 9, x gelijk wordt aan de absolute waarde van y en x gelijk wordt aan de wortel van de absolute waarde van y. In de meeste BASIC-dialecten worden haakjes niet gebruikt om argumenten aan procedures door te geven (voor zover je binnen BASIC van procedures kunt spreken).
in C (en C-achtige programmeertalen):
x = sqrt(9);
printf("Hello, world!\n");
return (size_t)(-1);
betekenen: x wordt gelijk aan de vierkantswortel van 9, druk de tekst Hello, world! (gevolgd door een newline (regelschakeling)) op het scherm af, geef de resultaatwaarde −1 door aan de aanroepende functie, als een object van het type 'size_t'.

### In de Unix-shell
In de Unix commando-interpreter 'sh' (en hiervan afgeleide programma's) worden haakjes eveneens gebruikt om bewerkingen (statements) te groeperen waardoor die als één geheel beschouwd kunnen worden. Bovendien wordt het 'haakje sluiten' gebruikt in het CASE-statement, maar hier meer vanwege de optische gelijkenis met een omgekeerde letter 'c' dan om een andere reden. In dit geval zou je kunnen zeggen dat de letter 'c' de functie van 'haakje openen' vervult.
```
case
 
"
$ANTWOORD
"
 
in

  
J
 
|
 
j
 
|
 
Y
 
|
 
y
 
)

    
(
actie
(
s
)
 
bij
 
bevestigend
 
antwoord
)

    
;;

  
N
 
|
 
n
 
)

    
(
actie
(
s
)
 
bij
 
ontkennend
 
antwoord
)

    
;;

  
*
 
)

    
(
actie
(
s
)
 
bij
 
onduidelijk
 
/
 
verkeerd
 
antwoord
)

    
;;

esac

```